# Gunung Abong Abong (berg i Indonesien, lat 4,24, long 96,79)
Gunung Abong Abong är ett berg i Indonesien.   Det ligger i provinsen Aceh, i den västra delen av landet, 1 600 km nordväst om huvudstaden Jakarta. Toppen på Gunung Abong Abong är 2 985 meter över havet.
Terrängen runt Gunung Abong Abong är bergig åt sydväst, men åt nordost är den kuperad.Runt Gunung Abong Abong är det glesbefolkat, med 8 invånare per kvadratkilometer. Det finns inga samhällen i närheten. I omgivningarna runt Gunung Abong Abong växer i huvudsak städsegrön lövskog.